# Flughafen Saint-Martin – Grand-Case

i7
i11
i13
Der Flughafen Saint-Martin – Grand-Case (französisch Aérodrome de Saint-Martin – Grand-Case, IATA-Code: SFG, ICAO-Code: TFFG) ist ein regionaler Flughafen im französischen Teil der Karibik-Insel St. Martin.
Er liegt in unmittelbarer Nachbarschaft zur an der Nordküste der Insel gelegenen Ortschaft Grand Case.
Er wird im Zubringerverkehr von Guadeloupe, Martinique und Saint-Barthélemy angeflogen.
Neben dem Flughafen Saint-Martin – Grand-Case gibt es mit dem Princess Juliana International Airport im niederländischen Teil der Insel einen zweiten Flughafen auf St. Martin.